# Žaliakalnis
Žaliakalnis är ett administrativt område i Kaunas, Litauens näst största stad.
Mellan 1919 och 1939 var Kaunas Litauens temporära huvudstad. Staden expanderade kraftigt, och flera förorter – Vilijampolė, Žemieji Šančiai och en del av Aleksotas – inkorporerades i själva staden. 
År 1923 skapades och godkändes ett projektschema för staden Kaunas. Ingenjörerna M. Frandsenas och Antanu Jokimu drog upp skisserna för Kaunas stadsnät. Žaliakalnis skulle bli den tillfälliga huvudstadens administrativa centrum. På "Vytautas kulle" planerades en universitetsregion, i Žaliakalnis centrum regeringens byggnader, domstol och annat. Vid Aušros- och Savanorių-gatornas korsning planerades torg som skulle bli centrum för festligheter. Försvarsdepartamentets byggnad skulle byggas bakom torget. Den politiska instabiliteten gjorde dock att stor del av projekteringen aldrig realiserades.
I Žaliakalnis började staden sälja ut 300 tomter år 1924–1925. De flesta hus som började byggas utmärkte sig genom stilrena detaljer. I flera av våningshusen inreddes lyxlägenheter. Träd planterades längs gator och vägar i Žaliakalnis. 